# 성 벤자민
성 벤자민은 424년경 사산 왕조 페르시아 제국에서 순교한 부제이다.
이 나라는 처음부터 크리스트 교에 적대적이었던 것은 아니었다. 샤 야즈데게르드 1세의 경우, 그가 즉위하고 약 12년 간은 크리스트 교에 아주 호의적이었으며, 오히려 크리스트 교로 개종하려는 생각도 가지고 있었다고 알려져 있다. 하지만, 420년경, 수사 지방의 크리스트교 주교 압다스가 크테시폰의 조로아스터교 신전에 불을 지른 이후, 야즈데게르드 1세, 바흐람 5세, 야즈데게르드 2세, 호르미즈드 3세, 페로즈 1세를 거쳐, 그 다음 샤 발라시가 아르메니아의 크리스트 교를 인정하기에 이르기까지의 약 40년 간의 박해가 시작되었고, 이 기간 동안 크리스트 교도들은 엄청난 고문을 감내해야만 했다고 전해진다.
바흐람 5세가 샤였을 무렵, 성 벤자민은 1년여간 투옥되었는데, 비잔티움 제국의 황제 테오도시우스 2세가 직접 바흐람 5세에게 사신을 보내서, 다시는 크리스트 교 전도 활동을 하지 않는다는 조건으로 성 벤자민을 석방케 하였다. 하지만 성 벤자민은 크리스트 교를 전도하는 것이 그의 의무라는 신념을 꺾지 않았으며, 결국 그는 풀려나자마자 석방 조건을 어긴 혐의로 다시 체포되어 무자비한 고문을 받은 끝에 424년경 숨을 거두었다.
성 벤자민의 성축일로서, 동방 정교회와 비잔티움 전례, 동방 가톨릭교회에서는 10월 13일을 기념하고 있으며, 로마 가톨릭교회에서는 3월 31일을 기념하고 있다. 그는 로마 가톨릭 순교록에 올라 있지만, 로마 가톨릭 성인 달력에는 올라있지 않다.

## 같이 보기
- 세바스테의 40명의 순교자